# Der Kaufhaus Cop 2
Der Kaufhaus Cop 2 (Originaltitel: Paul Blart: Mall Cop 2) ist eine US-amerikanische Action-Kriminalkomödie von Andy Fickman aus dem Jahr 2015. Der Film ist die Fortsetzung des Filmes Der Kaufhaus Cop von 2009. Der Kinostart in Deutschland war am 9. April 2015.

## Handlung
Paul Blart reist gemeinsam mit seiner Tochter Maya nach Las Vegas, um dort eine Wachschutz-Messe zu besuchen und nach sechs anstrengenden Jahren als Kaufhaus-Sicherheitsmann zu entspannen. Zugleich will er die Gelegenheit nutzen, um noch einmal so viel Zeit wie möglich mit seiner Tochter zu verbringen, bevor sie zu Hause auszieht, um ans College zu gehen.
Maya hat allerdings bald nur noch Augen für den charmanten Hotel-Mitarbeiter Lane, während sich Paul wegen seines Berufs als Kaufhaus-Cop allerlei Sticheleien von den Casino-Sicherheitsleuten gefallen lassen muss. Doch als eine Gruppe Krimineller unter Führung des skrupellosen Vincent plant, gleich mehrere Hotels und Casinos in Las Vegas auszurauben, ist Pauls große Stunde gekommen.

## Produktion
Das Budget betrug 38 Millionen US-Dollar. Produziert wurde der Film von Happy Madison Productions und Sony Pictures Entertainment.
Den Vertrieb in Deutschland übernahm Sony Pictures Germany.
Jayma Mays, die in Der Kaufhaus Cop Paul Blarts Liebe Amy Anderson spielte, konnte für die Fortsetzung nicht zurückkehren, da sie durch das Engagement bei der Musical-Serie Glee verhindert war. Kevin James’ Bruder Gary Valentine übernimmt eine Nebenrolle. Zuvor hatte er Nebenrollen bei King of Queens, Chuck und Larry – Wie Feuer und Flamme, Der Zoowärter und Das Schwergewicht.

## Kritik
Der Film stieß in den USA auf vernichtende Kritiken. Auf der Kritikenwebseite Rotten Tomatoes hält der Film eine Wertung von 5 %: Unter 56 ausgewerteten Kritiken finden sich lediglich drei positive. Zusammenfassend heißt es dort: „Der Kaufhaus Cop 2, sinnentleert und nach Misserfolg stinkend, reiht Dickenwitze und visuelle Segway-Gags zu einem durchweg unlustigen Resultat aneinander.“ Der Filmdienst meinte: „Uninspiriert und spannungsarm, vor allem auch ohne visuelles Gespür inszenierte Krimikomödie, die aus dem sympathischen Helden des ersten Teils einen nörgelnden Sauertopf macht und ihm einen unpassenden Schauplatzwechsel aufzwingt.“ Die Filmwebsite kino.de urteilte hingegen, der Film sei „nicht neu, aber höchst vergnüglich und in allen technischen Belangen Hollywood-typisch sauber umgesetzt“.